# Champsodon sechellensis
Champsodon sechellensis is een straalvinnige vissensoort uit de familie van champsodonten (Champsodontidae). De wetenschappelijke naam van de soort werd voor het eerst geldig gepubliceerd in 1908 door Charles Tate Regan. De soort werd aangetroffen in de Seychellen tijdens de Percy Sladen Trust Expedition naar de Indische Oceaan in 1905.